# Willem I van Boxtel
Willem I van Boxtel (1212-1290), ook Willem van Cuijk of Willem van Randerode genaamd, was heer van Boxtel vanaf omstreeks 1239. Bovendien wordt hij genoemd als heer van Hamont, Achel en Sint-Huibrechts-Lille, die de heerlijkheid Grevenbroek vormden.
Hij was de zoon van Lodewijk van Randerode, die heer was van Boxtel, en een zekere Jutta. In 1254 huwde hij Aleidis van der Aa van Randerode, die weduwe was van Hendrik III van Cuijk. Een van hun kinderen was Lodewijk van Boxtel, die deken was van het kapittel van de Dom van Keulen en van 1304-1309 proost van de Sint-Martinuskerk te Zyfflich.  
Later huwde Willem I Justina van Diepenbeek. Hun kinderen waren:
- Justina van Boxtel, die trouwde met Willem van Millen, heer van Grebben,
- Willem II van Boxtel, die Willem I opvolgde als heer van Boxtel,
- Hendrik van Boxtel, die kanunnik en thesaurier werd van de Sint-Gereonkerk te Keulen,
- Albert van Boxtel, die kanunnik werd van de Dom van Keulen,
- Gozewijn van Boxtel, die kanunnik werd van de Sint-Gereonkerk te Keulen en pastoor van Gemonde,